# Alain Crevier
Pour les articles homonymes, voir Crevier.
Alain Crevier, né le 29 août 1956 à Montréal, est un journaliste et animateur de télévision et de radio québécoise.

## Biographie
Actif sur la scène musicale, Alain Crevier se produit en spectacle avec le groupe Automne de 1971 à 1976. Détenteur d'un baccalauréat en communication, il travaille ensuite à la radio de Radio-Canada de 1980 à 1991, les trois dernières années comme correspondant des émissions d'affaires publiques à Toronto. 
Il travaille quelques années à la télévision de Télé-Québec, de 1991 à 1993 comme animateur-journaliste de l'émission Nord-Sud et en 1993 et 1994 à la série Feu vert qui traite d'environnement.
De 1995 au 10 mai 2019 , il anime à la télévision de Radio-Canada l'émission Second regard, un programme traitant des religions, de la quête de sens et de la spiritualité dans le monde.
De 1996 à 2000, Crevier est morning man à CBV-FM, une station de radio affiliée à Radio-Canada à Québec.